# 高橋栄一
高橋 栄一（たかはし えいいち）は、日本の地球科学者。専門は実験岩石学でマグマの成因、火山の深部プロセス、マントル深部の鉱物相転移などを研究。

## 略歴
- 1974年 東京大学理学部地球物理学科卒業[2]
- 1979年 東京大学理学系大学院地質学専攻終了（理学博士）[2]
- 1979年 米国カーネギー研究所（カーネギー財団） Geophysical Laboratory PD[2][3]
- 1981年 岡山大学温泉研究所（85年に地球内部研究センターへ改組）助手[2]
- 1988年 東京工業大学助教授 [2]
- 1994年 東京工業大学教授[2]
- 2009年 東京工業大学評議員[2]
- 2013年 東京工業大学附属図書館長[2][4]
- 2017年 東京工業大学名誉教授[5]
- 2017年 中国科学院広州地球化学研究所教授

## 業績
東京大学久城育夫（現名誉教授）の指導でマントル岩石学、マグマの生成過程の実験研究を行う。ピストンシリンダー装置を用い各種玄武岩マグマの生成条件を決定した。岡山大学では伊藤英司（現名誉教授）の指導を得て大型マルチアンビル装置を用いたマントル橄欖岩の超高圧下融解実験に世界で初めて成功し、太古代のコマチアイトマグマの成因、原始地球のマグマオーシャンとマントル化学組成の関係  について考察した。東京工業大学においては、内熱式ガス圧装置、ピストンシリンダー装置、大型マルチアンビル装置を備えて地球内部の各圧力領域でのマグマの生成、マグマの分化、火山活動を総合的に研究し得る実験室（Magma Factory）を確立し、コロンビア洪水玄武岩の起源、ハワイホットスポット火山のマグマ生成モデル、日本列島の各火山の深部構造と火山活動の関係などを明らかにした。
また、JAMSTECの調査船を用いたハワイホットスポット火山調査（1998 - 2002年）主席研究員、21世紀COE「地球：人の住む惑星ができるまで」（2004 - 2008年）拠点リーダー、新学術領域研究「地殻流体：その実態と沈み込み変動への役割」（2009 - 2013年）領域代表などを務めた。

## 受賞
- 1987年　国際地球化学会クラークメダル[16]
- 2007年　文部科学大臣表彰科学技術者賞[17]
- 2015年　日本火山学会賞[18]
- 2016年　米国地球物理学連合フェロー[19]
- 2018年　日本地球惑星科学連合フェロー[20]
- 2018年　紫綬褒章[2][21]